# World Team Challenge 2015
World Team Challenge 2015 (oficjalnie IKK CLASSIC-Biathlon-WTC 15) – czternasta edycja pokazowych zawodów biathlonowych, które zostaną rozegrane 28 grudnia 2015 roku na stadionie Veltins-Arena w Gelsenkirchen. Zawody składają się z dwóch konkurencji: biegu masowego i biegu pościgowego.

## Wyniki
| Pozycja | Zawodnicy | Reprezentacja | Czas |
| ------- | --------- | ------------- | ---- |
| 1.      |           |               |      |
| 2.      |           |               |      |
| 3.      |           |               |      |
| 4.      |           |               |      |
| 5.      |           |               |      |
| 6.      |           |               |      |
| 7.      |           |               |      |
| 8.      |           |               |      |
| 9.      |           |               |      |
| 10.     |           |               |      |